# Empreinte de pas
Cet article court présente un sujet plus développé dans : Ichnite.
| - Protichnites du Cambrien dans le Wisconsin (États-Unis). - Théropode inconnu près d'Enciso (La Rioja, Espagne). - Australopithèques à Laetoli (Tanzanie). - Homo sapiens sur la Lune. |

Une empreinte de pas est une trace laissée dans le sol par le pied d'un animal (humains compris) en train de marcher, de courir ou de sauter.
- Les empreintes de pas humains récentes sont utilisées par la police scientifique dans le cadre d'enquêtes criminelles.
- Les empreintes de pas fossilisées sont dénommées ichnites. Elles sont très utiles en paléontologie (notamment humaine) par les renseignements qu'elles apportent sur le comportement d'une espèce fossile, voire sur son anatomie quand l'espèce n'est connue que par ses traces ou que ses restes fossiles sont très incomplets. Les recherches paléontologiques au Tchad dans le Djourab ont ainsi mis au jour les ichnites de nombreuses espèces animales[1].

- Les empreintes de pas mythiques ou légendaires font partie des pétrosomatoglyphes (en) (formes dans la roche assimilées à des empreintes de parties du corps d'un être mythique ou légendaire).